# 血浆蛋白结合
大多数药物可以与血浆中的蛋白质(如人血清白蛋白、脂蛋白、糖蛋白和α, β, γ 球蛋白)发生不同程度的结合。弱酸性药物主要与白蛋白结合，弱碱性药物除了与白蛋白结合外，还常与脂蛋白、酸性糖蛋白结合。
药物与血浆蛋白的结合影响药物的扩散速度、转运速度、作用强度和消除速率。
药物与血浆蛋白的结合体(又称结合型药物)不能穿过血管内皮细胞，不能发挥药效，因此这种结合成为药物在血液中的一种暂时贮存形式。又因为这种结合是可逆的，当血浆中游离型的药物因扩散、清除而浓度降低时，与血浆蛋白结合的药物就会游离出来，扩散入组织中发挥药效。又因为这种结合没有特异性，当两种药物存在于血液中时，两者可因竞争与血浆蛋白结合的位置，提高药物在血浆中的游离浓度，加速其扩散，提高其药效，同时加重其副作用。
一般认为，血浆蛋白结合率高、分布容积小、消除慢、治疗指数低的药物，容易出现上述的药物相互作用。
比如抗凝血药华法林(warfarin)99%与血浆蛋白结合，当它与保泰松(phenylbutazone，血浆蛋白结合率98%)合用时，结合的华法林会被置换出来，游离型的华法林浓度升高，抗凝作用加强，加重出血倾向，患者可因严重出血而死亡。

## 引用
1. Shargel, Leon. . New York: McGraw-Hill, Medical Pub. Division. 2005. ISBN 0-07-137550-3.